# Keisuke Shimizu
Keisuke Shimizu (清水 圭介 Shimizu Keisuke?, Kakogawa, Hyōgo, 25 de noviembre de 1988) es un futbolista japonés que juega como guardameta en el F. C. Basara Hyogo.

## Trayectoria

### Clubes
| Club                         | País  | Año       |
| ---------------------------- | ----- | --------- |
| Oita Trinita                 | Japón | 2007-2014 |
| New Wave Kitakyushu (cedido) | Japón | 2009      |
| Avispa Fukuoka (cedido)      | Japón | 2014      |
| Kyoto Sanga F. C.            | Japón | 2015-2021 |
| Cerezo Osaka                 | Japón | 2022-2024 |
| F. C. Basara Hyogo           | Japón | 2025-     |